# Ryan Shawcross
Ryan James Shawcross (født 4. oktober 1987 i Chester, England) er en engelsk fodboldspiller der i øjeblikket spiller for Inter Miami CF. Hans position er center-back.